# Cirencester and District League
Cirencester and District League là một giải đấu bóng đá nằm ở Gloucestershire, Anh, có 2 hạng đấu, cao nhất là Division One, nằm ở Cấp độ 14 trong Hệ thống các giải bóng đá ở Anh. Đây là giải đấu góp đội cho Cheltenham League với đội vô địch C&DFL có thể lên chơi ở Division One của Cheltenham League. Dưới hợp đồng tài trợ, C&DFL hiện tại có tên là ‘’’M4 Karting Cirencester and District League’’’. Giải thuộc sự quản lý của Gloucestershire County FA.

## Các đội vô địch
| Mùa giải | Division One | Division Two           | Division Three     |
| -------- | ------------ | ---------------------- | ------------------ |
| 2006–07  | Siddington   | South Cerney Dự bị     |                    |
| 2007–08  | Beeches      | Taverners III          |                    |
| 2008–09  | South Cerney | Stratton United        |                    |
| 2009–10  | Bibury       | Bibury Dự bị           |                    |
| 2010–11  | Bibury       | Down Ampney            | South Cerney Dự bị |
| 2011–12  | Down Ampney  | Bibury Dự bị           |                    |
| 2012-13  | CHQ United   | Corinium Sports        |                    |
| 2013-14  | CHQ United   | Kingshill Sports       |                    |
| 2014-15  | South Cerney | Siddington Sports Vets |                    |

## Các câu lạc bộ mùa giải 2015–16
| Division One - Ashton Keynes - Bibury Dự bị - CHQ United - Highworth Town Development - Intel - Lechlade - Malmesbury Victoria Dự bị - Oaksey - Poulton - Siddington - South Cerney - Wroughton Dự bị | Division Two - Ashton Keynes Dự bị - Beeches - Blunsdon - Hatherop - Kingshill Sports - Lechlade Dự bị - Minety - Oaksey Dự bị - Sherborne Harriers - Sherston - Siddington Veterans - South Cerney Dự bị - Stratton United - Tetbury Town 'A' |